# Shihohai
| Rituel impérial japonais (en) modifier                                                     |
| Janvier                                                                                    |
| Shihohai・Saiten-sai (ja)                                                                  |
| Genshi-sai (ja)                                                                            |
| Début de la performance musicale (ja)                                                      |
| Festival de l'Empereur Showa (Festival de l'Empereur précédent (ja))                       |
| Festival de l'Empereur Kōmei                                                               |
| Février                                                                                    |
| Kinen-sai                                                                                  |
| Anniversaire de l'empereur                                                                 |
| Mars                                                                                       |
| Festival de l'apaisement des fleurs - Ōmiwa-jinja                                          |
| Kōreisai (en) du printemps Festival du sanctuaire du printemps Festival du sanctuaire (ja) |
| Avril                                                                                      |
| Festival des vêtements sacrés - Sanctuaire d'Ise                                           |
| Festival Saegusa - Isagawa-jinja                                                           |
| Festival du Grand Tabou - Hirose-jinja                                                     |
| Festival du dieu du vent - Tatsuta-taisha                                                  |
| Festival Jimmu (ja)・Kōrei-den (en) Kagura                                                 |
| Juin                                                                                       |
| Rituel de la lune (ja)                                                                     |
| Festival de l'apaisement du feu (ja)                                                       |
| Festival de la route (ja)                                                                  |
| Yoori・Ōharae-shiki                                                                        |
| Juillet                                                                                    |
| Festival du Grand Tabou - Hirose-jinja                                                     |
| Festival du dieu du vent - Tatsuta-taisha                                                  |
| Septembre                                                                                  |
| Festival des vêtements sacrés - Sanctuaire d'Ise                                           |
| Kōreisai (en) d'automne Festival du sanctuaire d'automne Festival du sanctuaire (ja)       |
| Festival Kannamesai (en) - Sanctuaire d'Ise                                                |
| Novembre                                                                                   |
| Festival Ainame (ja)                                                                       |
| Festival de l'apaisement des âmes                                                          |
| Niiname-sai (Daijosai)                                                                     |
| Décembre                                                                                   |
| Kashiko dokoro (ja) Kagura sacré                                                           |
| Festival de l'Empereur Taishō                                                              |
| Rituel de la lune (ja)                                                                     |
| Festival de l'apaisement du feu (ja)                                                       |
| Festival de la route (ja)                                                                  |
| Yoori・Ōharae-shiki                                                                        |

Shihohai est un rituel impérial qui se déroule tôt le matin du 1er janvier, jour de l'An, dans le jardin est du Palais Impérial (en). Lors de cette cérémonie, l'empereur rend hommage aux divinités des quatre directions, symbolisant ainsi la descente de l'empereur sur terre pour honorer les divinités célestes et terrestres. Cette cérémonie est également connue sous le nom de Tegami-no-Mi ou « descente au jardin ». Elle est exécutée avant le Saitan-sai, la cérémonie officielle du Nouvel An,.
Historiquement, depuis l'instauration des jours fériés nationaux au début de l'ère Meiji jusqu'en 1945, le 1er janvier était appelé Shihō no Setsu. Selon l'article 23 du Code cérémonial de la maison impériale de 1908, le Shihohai devait précéder le Saitan-sai sauf en période de deuil impérial ou sous d'autres circonstances exceptionnelles. Après l'abolition de cette ordonnance en 1947, le rituel a été maintenu comme un événement privé au sein de la famille impériale, suivant les pratiques ancestrales,.

## Aperçu
Le Shihohai est un rituel annuel qui se tient tôt le matin du 1er janvier, jour de l'An, dans le jardin sud de la salle Shinkaden du palais impérial. Pendant ce rituel, l'empereur rend hommage aux divinités des quatre directions du ciel et de la terre. La cérémonie a lieu dans le jardin, et non à l'intérieur du palais, symbolisant la descente de l'empereur sur terre pour s'incliner devant ces divinités, un acte connu sous le nom de Teijo-no-uego.
Historiquement, cette cérémonie a émergé au début de la période Heian au sein du palais impérial et s'est étendue aux seigneurs et aux gens ordinaires, devenant une pratique pour solliciter une récolte abondante et une bonne santé en priant dans diverses directions. Avec le temps, elle a néanmoins été réduite à une simple fonction cérémonielle.
Depuis le début de la période Meiji et jusqu'aux environs de 1945, le 1er janvier, jour du rituel impérial, était désigné sous le nom de Shiho-setsu. Selon l'article 23 de l'ordonnance sur les rites de la maison impériale de 1908, une cérémonie de culte dans les quatre directions devait précéder la cérémonie du Nouvel An, sauf en cas de décès de l'Empereur ou d'autres circonstances exceptionnelles. Après l'abrogation de cette ordonnance en 1947, la cérémonie du Nouvel An a continué à être célébrée selon les anciennes traditions comme un événement privé de la famille impériale.
En 2009, lors de l'ère Heisei (année 21), le Shihohai a eu lieu au Palais Impérial. Cette cérémonie a été simplifiée en raison de l'avancée en âge de l'empereur Akihito, le 125e empereur.

## Pratiques
L'essentiel de la cérémonie est le suivant : à 5 h 30 le 1er janvier, jour du Nouvel An, l'empereur revêt une robe formelle appelée kōrozen no gohō (ja) et se rend dans un bâtiment temporaire situé dans le jardin sud de Shinkaden, à l'ouest des trois sanctuaires de palais (en). Là, il rend hommage aux sanctuaires Kotai Jingu et Toyouke Daijingu du grand sanctuaire d'Ise, puis s'incline devant les divinités des quatre directions. Les entités vénérées à cette occasion incluent les divinités du sanctuaire Ise, les dieux célestes et terrestres, ainsi que le tombeau de l'empereur Jimmu et les mausolées des trois empereurs précédents. Pour l'empereur émérite Akihito, cela comprend son arrière-grand-père, l'empereur Meiji au Mausolée Fushimi Momoyama, son grand-père, l'empereur Taisho au Cimetière du mausolée de Musashi, et les trois mausolées de son père, l'empereur Showa, au Cimetière du mausolée de Musashino. De plus, des hommages sont rendus aux Ichinomiyas de plusieurs provinces, incluant le sanctuaire Hikawa-jinja de la province de Musashi, les sanctuaires Kamo Kamigamo-jinja et Shimogamo-jinja de la province de Yamashiro, le sanctuaire Iwashimizu Hachimangu, le sanctuaire Atsuta, le sanctuaire Kashima de la province de Hitachi, et le sanctuaire Katori-jingū de la province de Shimousa.

## Origine de Shihohai
Il existe différentes théories sur l'origine du Shihohai. Certaines suggèrent qu'il proviendrait de l'onmyōdō ou directement de Chine. Toutefois, aucun document écrit n'existe pour confirmer précisément comment cette pratique a débuté. On pense que le Shihohai est une cérémonie culturelle importée de Chine et adaptée à la culture japonaise, tout en préservant plusieurs aspects de la tradition chinoise. En effet, l'onmyōdō, originaire de Chine, comprend des éléments systématisés tels que les études chinoises, la réflexion, la magie et divers rituels.

## Période Asuka
La première instance documentée enregistrée du Shihohai au Japon se trouve dans le Nihon Shoki (Chroniques du Japon), dans l'entrée du premier jour d'août de la première année du règne de l'impératrice Kōgyoku,. On dit qu'à Minami-buchi, l'empereur « s'inclina dans les quatre directions et leva les yeux vers le ciel en prière », et on dit que c'est le tout début de la coutume. Le but du culte de l'impératrice Kogyoku dans les quatre directions à cette époque était de prier pour la pluie, mais comme il s'agissait du culte personnel de l'empereur et que l'acte était appelé shihohai, on pense qu'il a été influencé d'une manière ou d'une autre par le shihohai qui a été institutionnalisé pendant la période Heian.
De plus, les tombeaux impériaux des périodes Asuka et Fujiwara-kyō étaient des tombeaux octogonaux, et le Takamikura dans la salle Daigokuden était également de forme octogonale, ce qui suggère que Fujiwara-kyo était le lieu de rituels démontrant le contrôle et la paix dans l'ensemble du pays. Pour cette raison, on dit que l'interdiction d'adorer par procuration peut être liée au droit souverain de l'empereur d'adorer l'étoile polaire.

## Culte de banlieue à l'époque Heian
L'établissement du système Shihohai pendant la période Heian aurait été influencé par les anciens rituels impériaux chinois connus sous le nom cultes de banlieue (ja), qui ont été interprétés par l'empereur Kanmu. Cela aurait été fait avec le soutien du roi Baekje, qui était la seule personne de la péninsule coréenne à accomplir les rites de banlieue pour adorer le ciel, qui avaient été accomplis par les anciens empereurs chinois (les États vassaux de Silla et Goguryeo n'effectuaient pas de rites suburbains par respect pour l'empereur) à travers la famille royale Baekje.
De tels rituels sont appelés « suburbains » car ils étaient pratiqués dans les banlieues de la capitale plutôt que dans les zones centrales.
Au Japon, le Nihon shoki (Chroniques du Japon) déclare que l'empereur Jinmu a établi un terrain sacré au mont Torimi (ja) et a accompli des rituels de banlieue après son accession au trône (Jinmu 4e année, 16 février, article Koshin), mais il s'agit là d'un embellissement fabriqué par les générations ultérieures, et la description du festival diffère également de celle des rituels de banlieue chinois.
Les premiers rituels de banlieue influencés par la Chine ont eu lieu à Kashiwara (Katano Kashiwara) dans le comté de Katano, province de Kawachi, à la périphérie sud de Nagaoka-kyo, le 10 novembre de la 4e année d'Enryaku et le 5 novembre de la 6e année d'Enryaku, dans le cadre de la politique de l'empereur Kanmu consistant à adopter l'influence chinoise. Une petite colline circulaire qui existait jusqu'au début de la période Showa dans ce qui est aujourd'hui Katahoko, ville d'Hirakata, préfecture d'Osaka, serait les vestiges de ce sanctuaire. À cette dernière occasion, le véritable père de l'empereur, l'empereur Kōnin, fut également consacré, et le texte rituel adopta le style du culte de banlieue chinois, déclarant : « À l'empereur Haotian ». C'est la première fois que Saimon (ja) apparaît dans la littérature japonaise. L'objectif était de rétablir le gouvernement Ritsuryo grâce à l'introduction de la culture chinoise, et on dit que l'empereur était familier avec la culture chinoise à travers le clan Wa, qui descendait d'immigrants du côté de sa mère, et que la lignée impériale de l'empereur Tenmu avait été brisé depuis la guerre de Jinshin et la lignée impériale de l'empereur Tenchi avait été restaurée, et que l'empereur avait l'intention de rapporter ce fait à l'empereur de Nagaoka-kyo, la capitale de la nouvelle dynastie.
Par la suite, un rituel de banlieue a également eu lieu à Kashiwara du 22 novembre au lendemain de la troisième année du règne de l'empereur Montoku (Nihon Montoku tennō jitsuroku). Cependant, à cette époque, la capitale avait déjà été déplacée à Heian-kyo il y a longtemps, et bien que Kashiwara se trouve dans la banlieue sud de Heian-kyo, elle était encore loin, laissant de nombreux mystères tels que la raison pour laquelle un nouvel autel n'a pas été construit à Heian-kyo. un endroit plus proche de Heian-kyo, et pourquoi un rituel de banlieue qui n'avait pas été enregistré et qui était pratiqué depuis plus de 70 ans depuis la 6e année de l'ère Enryaku a été relancé. De plus, dans l'histoire du Japon, il peut être confirmé que le culte de banlieue n'a été pratiqué que trois fois : deux fois pendant la période Enryaku et une fois pendant la période Saikō, et on pense que ce sont les trois seules fois où il a été réellement pratiqué. De nombreux mystères demeurent autour de l’histoire des rituels de banlieue au Japon.

## Période Heian
On dit que le rituel Shihohai actuel a commencé à la cour impériale sous le règne de l'empereur Saga au début de la période Heian (début du IXe siècle). On pense que le rituel a été établi sous le règne de l'empereur Uda (fin du IXe siècle) et que le plus ancien enregistrement de Shihohai exécuté se trouve le jour du Nouvel An de la deuxième année de Kanpyo (25 janvier 890 dans le calendrier julien)), tel qu'enregistré dans Uda Tenno Goki.
L'empereur Uda écrivait : « Notre pays est un pays divin. C'est pourquoi, chaque matin, je rends hommage aux divinités grandes, moyennes et petites dans les quatre directions. Cela commence dès maintenant. Désormais, je ne le négligerai pas un seul jour » (Uda Tenno Goki, entrée du 19 octobre de la 4e année de l'ère Ninna). On pense que l'institution de ce « culte matinal quotidien » a été fondée sur la base du « culte du Nouvel An dans les quatre directions » établi pendant l'ère Kōnin.
Les catastrophes telles que les maladies, les épidémies, les tremblements de terre, les incendies et les catastrophes naturelles étaient toutes considérées comme causées par la malédiction des dieux, et les dieux qui provoquaient ces malédictions étaient assimilés à des démons ou redoutés comme des dieux de la peste,,. Onmyodo a été développé comme une forme de magie basée sur la société aristocratique de la période Heian, et de nombreux rituels shinto sous le système Ritsuryo incluaient des éléments yin et yang,. Divers rituels étaient exécutés, tels que la Fête du Dieu de la Peste, la Fête de la Fleur Chinka, la Fête du Dieu du Vent, la Ōharae-shiki, le Festival du Dieu de la Peste aux Quatre Coins du Palais, le Festival de la Planète Luciole,, et la zone de Kyoto était délimitée par des barrières (zones laïques et sacrées) et des rituels pour les « quatre coins et quatre frontières » telles que la Fête du Dieu de la Peste aux Quatre Coins du Palais (capitale) et la Fête du Dieu de la Peste aux Quatre Coins du Palais (palais impérial) ont été célébrées pour prier pour la paix et la prospérité dans le monde,.

## Période Azuchi-Momoyama
La persécution et l'oppression des Onmyōji (praticiens de la cosmologie ésotérique japonaise) par Toyotomi Hideyoshi ont commencé, poussant ceux qui vivaient de prières et de divinations vers les provinces, où ils ont rapidement perdu du pouvoir. Le nombre de personnes se déclarant Onmyōji à travers le pays dépassait largement le nombre d'Onmyōji officiels présents à le Bureau d'Onmyō à l'époque. Durant les persécutions de l'époque Sengoku, même la famille de premier plan Tsuchimikado, a perdu de nombreux textes et outils rituels hérités de l'Onmyōdō à cause des incendies. La plus importante « Grande Loi » de l'Onmyōdō, le festival Taizan Fukun, a également perdu son autel, et des outils rituels ont dû être empruntés au sanctuaire Yoshida à Kyoto pour réaliser une cérémonie de fondation au Palais Impérial. Cela a eu un impact significatif, et les rituels impériaux ont de plus en plus pris des caractéristiques shintoïstes. Pendant ce temps, sous l'autorisation du shogunat, Tsuchimikado Yasufuku, influencé par le Tachikata Shintō, a transformé l'Onmyōdō en ce qui est connu sous le nom de Jinja Shintō. Avant l'ère Meiji, les empereurs retirés pratiquant le règne cloîtré ont également occasionnellement réalisé le rituel de Shihōhai (culte dans les quatre directions),,,,,,,.
Dans d'autres révérences effectuées par l'Empereur lors des cérémonies de la Cour Impériale, le régent (en) ou le chef du prêtre shinto pouvait parfois s'incliner en son nom, mais puisque le Shihōhai était une révérence aux étoiles protectrices de l'Empereur et à ses parents, aucune révérence n'était effectuée en son nom. Dans le Kasetsu Ryakuki écrit par Masataka Shirakawa à l'époque d'Edo, il nie que le Shihōhai soit un rituel shinto, affirmant qu'il s'agit d'un rituel pour rendre hommage aux étoiles protectrices et aux sanctuaires ancestraux (rituel non-divin), ce qui laisse penser que le Shihōhai était un rituel établi sous le taoïsme ou l'Onmyōdō et était à l'origine un rituel sans lien avec le shinto.
Suivant l'exemple de l'empereur, les nobles et les roturiers exécutaient également le Shihohai, priant pour une bonne récolte et une bonne santé pour l'année, mais au fil du temps, cela est devenu uniquement un événement de la cour impériale. Cependant, même pendant la période Edo, il existe des traces de la pratique du Shihohai parmi certains nobles de la cour tels que Sekke. Par exemple, le jour du Nouvel An de la 3e année de Genbun (1738), celui qui était alors Kanpaku Kaneka Ichijo se rendit à Shihohai, et il y a un enregistrement dans son journal : « Kaneka, Selon lui, contrairement au Shiho-hai de l'empereur, Sanza n'a pas été établi et, à la place du mausolée de la montagne, un culte a été rendu au clan Fujiwara et à divers dieux et sanctuaires liés à Onmyodo. »
Le festival fut temporairement suspendu pendant la guerre d'Onin dans la seconde moitié du XVe siècle, mais fut relancé à Bunmei (1475) sous le règne de l'empereur Go-Tsuchimikado et se tint dans le jardin de devant de la salle Seiryoden de Kyoto. Palais impérial jusqu'au règne de l'empereur Komei dans la seconde moitié du XIXe siècle.

## Période Edo
Par la suite, bien que la cérémonie fut interrompue avec la guerre d'Ōnin, elle reprit en 1475, allant du règne de l'empereur Go-Tsuchimikado à celui de l'empereur Komei ; la cérémonie a eu lieu dans le jardin de devant du palais de Heian (actuellement palais impérial de Kyoto), Seiryo-den.
Le 1er janvier, torano koku (vers quatre heures du matin), l'empereur, vêtu du Korozen no go-ho à Ryoki-den, vint dans le jardin est de Seiryo-den et pria pour son Zokusho (l'un des étoiles de la Grande Ourse, dont on dit que le destin dépend de l'année de naissance de la personne) et des esprits dans toutes les directions, ou en direction des tombes impériales japonaises de ses parents, après quoi il a souhaité la paix et la sécurité de la nation et de bonnes récoltes pour l'année à venir.
Les paroles chantées lors de cette cérémonie sont décrites dans Dairi Gishiki et Go-ke Shidai.
Selon ces documents, il est mentionné comme Zokuko shichu kado ga shin, Dokuma shichu kado ga shin, Kiyaku shichu kado ga shin, Goki rokugai shichu kado ga shin, Hyakubyo joyu, Shoyoku zuishin, Kyukyu nyoritsu ryo[Quoi ?].

## Après la période Meiji
Après la période Meiji, du point de vue du Kokugaku, l'influence du taoïsme (croyance à la Grande Ourse et aux sorts tels que le système Suiho-Ritsuryo) a été éliminée et a été reconstruite comme un rituel shinto. Il s'agissait d'un événement national, appelé « festival Shiho-Setsu », et était considéré comme l'un des quatre festivals majeurs parmi les fêtes nationales.
Après l'ère Meiji, elle fut réglementée par l'ordonnance no 1 du Koshitu Rei (Maison impériale), le Koshitu Saishi Rei (Rites religieux de la maison impériale) en 1908. Avant la Première Guerre mondiale, cette cérémonie s'appelait Shiho-setsu et était organisée comme une cérémonie nationale, considérée comme l'une des quatre cérémonies majeures tenues lors des jours fériés nationaux.
Après la guerre, la cérémonie s'est poursuivie avec l'ordonnance Koshitu Rei (Maison impériale), bien que cette loi ait finalement été abolie.
Après la guerre, le nom de la cérémonie a été changé en « Shihohai » et elle s'est déroulée comme une fonction privée de la famille impériale.
Le 1er janvier, vers 5 h 30 du matin, l'empereur, vêtu d'une tenue de cour traditionnelle appelée Korozen no go-ho, entrerait dans un bâtiment construit dans le jardin sud de Shinka-den, situé à l'ouest des Trois Sanctuaires de la cour impériale. Après quoi, il s'inclinait en direction de deux sanctuaires – le sanctuaire Ko-tai jingu et le sanctuaire Toyouke Dai-jingu du sanctuaire Ise-jingu – et priait les esprits dans diverses directions.
Les mausolées impériaux et les dieux pour lesquels l'empereur prie sont le sanctuaire Ise-jingu, les Amatsukami et Kunitsukami et Yaoyorozu no Kami (en), l'empereur Jimmu, les trois anciens mausolées de l'empereur (mausolée impérial Fushimi Momoyama de l'empereur Meiji, mausolée impérial Musashi de l'empereur Taisho, mausolée impérial Musashi de l'empereur Showa), le sanctuaire Ichi no miya dans la province de Musashi (sanctuaire Hikawa-jinja), le sanctuaire Ichi no miya dans la province de Yamashiro (sanctuaire Kamowake ikazuchi-jinja et sanctuaire Kamo mioya-jinja), le sanctuaire Iwashimizu Hachimangu, le sanctuaire Atsuta-jingu, Kashima- le sanctuaire Jingu et le sanctuaire Katori-jingu.
Le jour du Nouvel An 1945, pendant la Seconde Guerre mondiale, des sirènes de raid aérien retentirent pour avertir de l'attaque imminente des bombardiers B-29, mais l'empereur Showa utilisa la bibliothèque Gobunko, qui servait d'abri anti-aérien, comme enterrement de fortune. salle et a effectué une cérémonie Shihohai.